# Departamento Ñorquincó
Ñorquincó es un departamento ubicado en la provincia de Río Negro (Argentina), su cabecera es el poblado del mismo nombre. 
Al sur limita con la provincia del Chubut, al oeste con el departamento Bariloche, al norte con el departamento Pilcaniyéu, a este y norte con el departamento Veinticinco de Mayo. 
La Trochita, tren a vapor de carácter turístico, recientemente reactivado,
atraviesa este departamento. hasta la localidad de Río Chico (estación Cerro Mesa). En su trayecto se muestra la estepa y relieve precordillerano e interesantes obras de ingeniería. Las distintas localidades del departamento existen a la vera de la vía ferroviaria.

## Población
De acuerdo al Censo 2010, vivían 1.736 personas en todo el departamento.
El censo argentino de 2022 reportó 1462 habitantes.Esto representó un decrecimiento del -16.4%

## Localidades y parajes
- Mamuel Choique
- Ñorquincó
- Ojos de Agua
- Río Chico

Parajes:
- Estación Fitalancao
- Futa Ruin
- Chenqueniyéu
- Las Bayas
- Chacay Huarruca
- Las Huitreras
- Aguada Troncoso